# 삼성 갤럭시 탭 S6 Lite
삼성 갤럭시 탭 S6 Lite (Samsung Galaxy Tab S6 Lite)는 삼성전자가 2020년 4월에 출시한 안드로이드 태블릿 컴퓨터이다.

## 개요
삼성전자가 운영 중인 안드로이드 태블릿 컴퓨터 브랜드인 삼성 갤럭시 탭 시리즈의 2020년 모델이다.
전반적인 디자인은 전작인 갤럭시 탭 S6와 패밀리룩을 이루고 있다. 기본 색상은 옥스포드 그레이, 앙고라 블루, 시폰 핑크로 총 3종이다.
사양은 우선 AP로 삼성 엑시노스 9 Series (9611)을 사용한다. ARM Cortex-A73 쿼드코어 CPU와 ARM Cortex-A53 쿼드코어 CPU에 big.LITTLE 솔루션을 적용한 HMP 모드 지원 옥타코어 CPU와 ARM Mali-G72 트리플코어 GPU를 사용한다.
RAM은 LPDDR4X SDRAM 방식이며 4GB다. 내장 메모리는 UFS 2.0 규격의 낸드 플래시를 사용한다.
디스플레이는 10.4인치 WUXGA+ 해상도를 지원하며 패널 형식은 TFT LCD이다.
Wi-Fi 모델과 셀룰러 모델로 이원화되었다.
배터리 용량은 내장형 7,040 mAh이다. 또한, 삼성전자 Adaptive Fast Charging 규격, 퀄컴 퀵 차지 2.0 규격 그리고 USB Power Delivery 2.0 규격의 고속충전 기술을 지원한다.
후면 카메라는 800만 화소 카메라를 기본 카메라로 탑재하고, 전면 카메라는 500만 화소 카메라를 탑재했다.
단자 규격은 USB Type-C를 입출력 단자로 사용하며 전송 규격으로 최대 USB 2.0까지 지원한다.
S펜을 지원한다. 특히, 4096 레벨의 필압과 펜의 기울기에 따라 선 굵기가 바뀌는 기술인 틸트 인식을 지원한다.
기기 공개 당시 안드로이드 10을 기본으로 탑재했다. 구체적인 운영체제 버전은 10.0.0이다.
그리고 갤럭시 탭 S6와 S5e에는 없던 3.5mm 이어폰 단자가 다시 탑재되었다.

## 기능

### 삼성 덱스 모드
삼성 덱스 모드는 컴퓨터처럼 보이는 것을 말한다. 원래 탭 S6 라이트에는 없었지만 One UI 3.1 (안드로이드 11)로 업데이트되면서 추가되었다.

### S펜
갤럭시 탭 S6 라이트에 S펜이 탑재되어 있어서 필기가 가능하다.

### 빅스비
삼성전자의 가상비서인 빅스비가 탑재되어 있어서 가상비서에게 명령시킬 수 있다.

## 소프트웨어 지원
One UI 2.1 (안드로이드 10)을 기본으로 탑재했으며 One UI 3.1 (안드로이드 11)까지 업데이트되었다.

## 갤러리

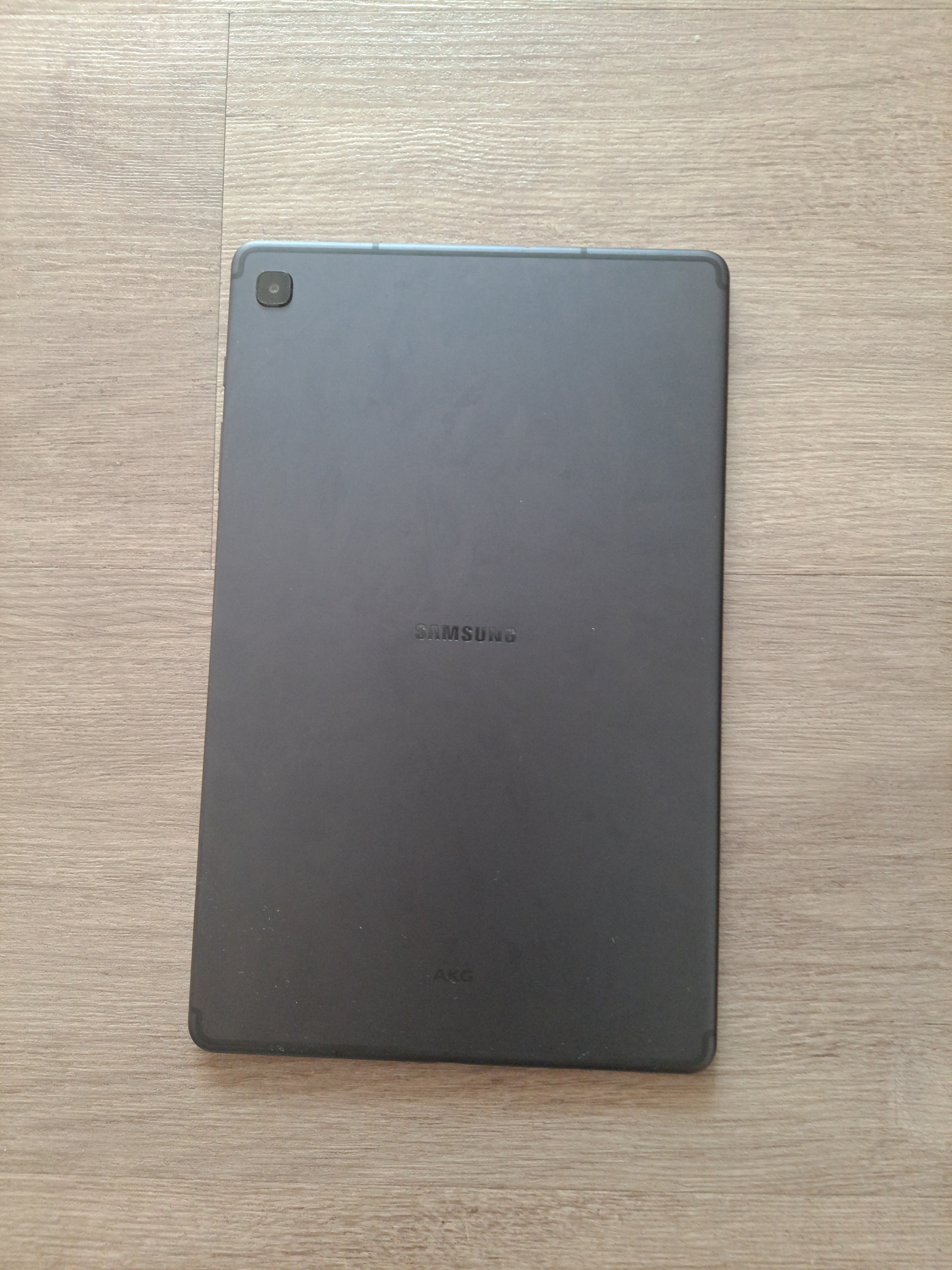
갤럭시 탭 S6 Lite의 후면